# 教育功績勳章
教育功績勳章（葡萄牙語：Medalha de Mérito Educativo）是澳門勳章、獎章和獎狀制度第二級別的榮譽，用以獎勵在從事教育事業方面有傑出或卓越表現的人士或實體。

## 授勳名單
2001年
- 孔智剛神父
- 杜嵐
- 黃保銓
- 劉羨冰

2002年
- 畢漪汶
- 黃就順
- 蘇映璇修女

2003年
- 陳既詒
- 張耀輝
- 蔡繼有

2004年
- 林顯富
- 胡意清
- 區金蓉
- 楊秀玲

2005年
- 李碧沂修女
- 區天香
- 澳門中華教育會

2006年
- 李祥立
- 蘇輝道
- 關笑紅

2007年
- 阮宇華
- 鄭文玲修女

2008年
- 呂綸修女
- 施綺蓮
- 陳達明

2009年
- 何香萍
- 林劍如
- 羅翠瓊修女

2010年
- 何少金
- 張湧秀
- 萬群
- 關潔梅

2011年
- 王一濤
- 黃麗卿
- 楊白燕
- 戴燦林

2012年
- 尤端陽
- 朱裳修女
- 高錦輝
- 黎世祺

2013年
- 陳志君
- 葉慧明
- 王國英
- 蔡淑儀

2014年
- 謝志偉
- 胡漢賢
- 許瑞瑰
- 譚惠珍

2015年
- 澳門天主教學校聯會
- 阮美芬
- 歐宇雄
- 郭月金

2016年
- 梁勵
- 澳門大學
- 菜農子弟學校
- 葉雄杰

2017年
- 李向玉
- 黃竹君
- 羅紹華

2018年
- 蔡冠深
- 蘇朝暉
- 聖瑪大肋納學校
- 鄧少蘭

2019年
- 馬文度（Manuel Augusto Martins Peres Machado）
- 林淑華
- 澳門坊眾學校

2021年
- 馬許願（Rui Paulo da Silva Martins）

2022年
- 濠江中學
- 盧蘭馨[1]

2023年
- 机器翻译暨人工智能应用技术教育部工程研究中心（澳门理工大学）
- 宋永华
- Felizbina Carmelita Gomes

2024年
- 培正中學
- 同善堂中學
- 邱庭彪
- 麥沛然

1. ↑  . www.gov.mo.   [2024-09-06].